# Gastón Vidaurrazaga

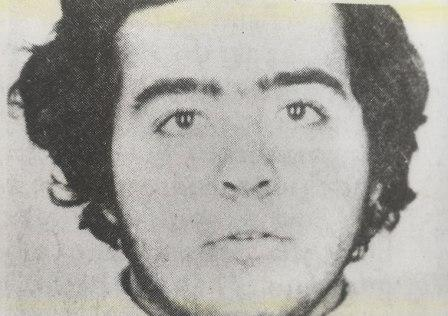
Gastón Vidaurrazaga a los 16 años (julio de 1973).

Gastón Vidaurrazaga Manríquez (San Fernando, 4 de agosto de 1956-San Bernardo, 8 de septiembre de 1986), profesor y militante del MIR. Fue uno de los cuatro secuestrados y asesinados por el comando 11 de septiembre, en represalia por el atentado cometido horas antes al Dictador Augusto Pinochet Ugarte. 

## Carrera
Hijo de la jueza Yolanda Manríquez y del arquitecto de la Fach, Alberto Vidaurrazaga, hizo sus estudios en la Escuela Experimental Artística de La Reina, en los años 60 y, posteriormente, estudió Pedagogía en artes plásticas en la Universidad Técnica del Estado (UTE). 

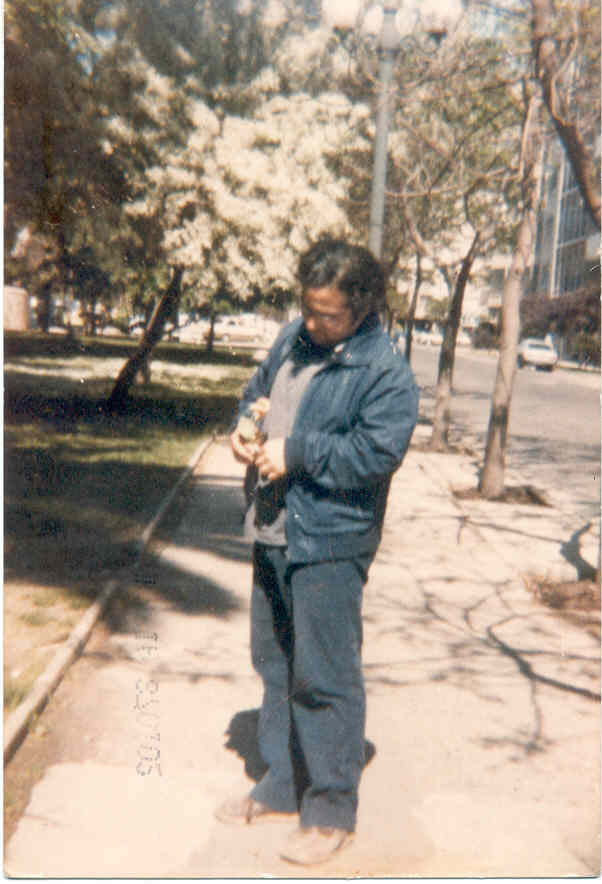
Como profesor de artes y talleres del MIR (agosto de 1984).

En 1973 pasa a la clandestinidad. A partir de ese momento realizaría la mayor parte del tiempo labores docentes y de talleres artísticos para los gremios afines al Movimiento de Izquierda Revolucionario. En ello se desempeñaría durante los 80. En aquellos años su hermano Ignacio (también militante), había sido detenido en Concepción por la Central Nacional de Informaciones, por cuanto a su madre que era jueza civil de la república, en ese intertanto se le habían vulnerado las garantías procesales por parte del régimen, causó en Gastón la necesidad de tratar siempre de pasar desapercibido. 
Si bien vivía en la clandestinidad, se le describe por sus conocidos como una persona jovial, relajada y siempre con mucha alegría en su corazón, como también en su trato con los demás. 

## Atentado a Pinochet
El 8 de septiembre de 1986 a las 3:00 a. m. un grupo de civiles integrantes del comando "11 de septiembre", pertenecientes a la CNI, irrumpen en el domicilio que tenía con su señora y su hija de 4 años en calle Maestranza, en la comuna de San Bernardo; secuestrándolo desde su vivienda a vista de su familia y vecinos. Posterior a estos hechos, su mujer llamó a Carabineros, siendo conducida a esas horas con su hija menor hacia la 61 comisaría de San Bernardo, donde llegaría su suegra por ella. Gastón fue encontrado a la altura del km 16 de ruta panamericana con 13 impactos de bala. 
Gastón, junto a Felipe Rivera, Abraham Eldenstein y el periodista José Carrasco, fueron ejecutado en represalia al atentado que horas antes había llevado a cabo el Frente Patriótico Manuel Rodríguez en contra del dictador Augusto Pinochet. Inmediatamente ocurrido este secuestro, la esposa de Vidaurrazaga llama a Carabineros, quienes llegan y se la llevan detenida junto a su hija de 4 años. 
Manríquez recordaría que cuando fue acompañada con su hija mayor hasta donde estaba su nuera detenida, se le habría acercado un coronel de carabineros, y este le habría comentado de manera informal que "su hijo había sido ajusticiado por la CNI, y que no tenía sentido hacer alguna cosa al respecto".
De igual forma siempre buscó las responsabilidades civiles, entre ellos la del exministro de interior, Francisco Javier Cuadra.

## Sentencia en fallo
En 2006 el ministro Milton Juica, decretó fallo condenatorio sobre 18 agentes del estado. Entre ellos fue condenado a 18 años de presidio por su autoría directa Álvaro Corbalán.